# Margaret Atwood
Margaret Eleanor Atwood OC (Ottawa, 18 november 1939) is een van Canada's belangrijkste hedendaagse schrijvers. Ze is dichteres, romanschrijfster, literair criticus, feministe en politiek activiste. Ze krijgt zowel nationale als internationale erkenning.

## Leven
Margaret Atwood is geboren in Ottawa, Ontario, en is de tweede van drie kinderen van Carl Atwood, een entomoloog, en Margaret Killiam, een diëtiste. Omdat haar vader veel onderzoek deed in de uitgestrekte bossen van Canada spendeerde ze veel van haar jonge jaren in afgelegen gebieden van Noord-Ontario, en pendelde heen en weer tussen Ottawa, Sault St. Marie en Toronto, en zat zo op veel verschillende scholen. Ze werd een enthousiast lezer, en begon op haar 16e te schrijven.
Vanaf 1957 studeerde ze aan de Victoria Universiteit in Toronto, en behaalde haar Bachelor of Arts-graad in Engels, met als bijvakken filosofie en Frans. Ze studeerde vanaf 1961 aan het Radcliffe College te Harvard, met een Woodrow Wilson-beurs nadat ze de E.J. Pratt-prijs had gewonnen voor haar poëziebundel met de titel Double Persephone. Ze haalde haar mastergraad in 1962 en studeerde verder aan Harvard. Ze gaf daarna les aan verschillende universiteiten.
Na de scheiding van haar eerste man, Jim Polk, trouwde ze met Graeme Gibson, met wie ze naar Alliston verhuisde en met wie ze in 1976 een dochter kreeg. Tegenwoordig woont Margaret Atwood in Toronto en op Pelee Island te Ontario.

## Werk
Margaret Atwood heeft boeken geschreven met veel verschillende thema's en in verschillende genres en tradities. Ze wordt vaak beschreven als een feministisch schrijver, en seksevraagstukken komen prominent voor in haar werk. Haar werk concentreert zich onder andere ook op de identiteit van Canada, de relaties tussen Canada en de Verenigde Staten en Europa, mensenrechten, milieuvraagstukken, de voorstelling van het vrouwelijk lichaam in kunst en de relatie van vrouwen met elkaar en tegenover mannen.
Haar bekendste kritische werk is de gids Survival: A Thematic Guide to Canadian Literature (1972), waarvan wordt gezegd dat die een hernieuwde interesse in Canadese literatuur teweeg zou hebben gebracht.
Atwood was vicevoorzitter van de Writers' Union of Canada en van 1984 tot 1986 voorzitter van PEN International, een internationale lobbygroep die schrijvers die als politieke gevangene worden vastgehouden probeert te bevrijden. In april 2006 was ze op het jaarlijkse festival van PEN World Voices in New York te gast, georganiseerd door Salman Rushdie, toen voorzitter van PEN America. Onder de genodigden waren behalve Atwood ook David Grossman, Toni Morrison, Jeanette Winterson, Anne Provoost en Orhan Pamuk.
Ze werd gekozen als Senior Fellow van Massey College aan de Universiteit van Toronto, en ze heeft vele eredoctoraten (o.a. van Oxford University, Cambridge University en de Sorbonne). Ze werd in 2001 toegevoegd in de Canada's Walk of Fame.
In 2017 werden de Vredesprijs van de Duitse Boekhandel en de Tsjechische Frans Kafkaprijs aan haar toegekend.

## Politiek
Atwood heeft zich verschillende keren uitgesproken voor feminisme en milieupolitiek. Hoewel ze een tegenstander is van de Canadese conservatieven, beschouwt ze zich als een Red Tory. Ze verwerpt culturele boycots tegen Israël.
In 2018 beweerde Atwood dat de verantwoordelijken voor de aanslagen op 11 september 2001 geïnspireerd waren door Star Wars.

### Romans
| Jaar | Titel                 | Vertaling                                    | Serie?                         | Notitie |
| ---- | --------------------- | -------------------------------------------- | ------------------------------ | --- |
| 1969 | The Edible Woman      | De eetbare vrouw                             |                                | |
| 1972 | Surfacing             | Boven water                                  |                                | |
| 1976 | Lady Oracle           |                                              |                                | |
| 1979 | Life Before Man       | Het leven vóór de mens                       |                                | Finalist voor de Governor General's Award in 1979 |
| 1981 | Bodily Harm           | Lichamelijk letsel                           |                                | |
| 1985 | The Handmaid's Tale   | Het verhaal van de dienstmaagd               |                                | Winnaar van de Arthur C. Clarke Award in 1987 en de Governor General's Award 1987. De televisieserie The Handmaid's Tale (2017) is gebaseerd op dit boek. In 2019 is een graphic novel gepubliceerd op basis van dit boek, bewerkt en getekend door Renée Nault, ISBN 9780224101936. |
| 1988 | Cat's Eye             | Kattenoog                                    |                                | Finalist voor de Governor General's Award in 1988. |
| 1993 | The Robber Bride      | De roofbruid                                 |                                | Finalist voor de Governor General's Award in 1994 |
| 1996 | Alias Grace           | Alias Grace                                  |                                | Winnaar van de Giller Prize in 1996 en finalist voor de Governor General's Award 1996. De miniserie Alias Grace (2017) is gebaseerd op dit boek. |
| 2000 | The Blind Assassin    | De Blinde Huurmoordenaar                     |                                | Winnaar van de Booker Prize in 2000 en finalist voor de Governor General's Award in 2000 |
| 2003 | Oryx and Crake        | Oryx en Crake                                | MaddAddam - deel 1             | Finalist voor de Governor General's Award in 2003 |
| 2005 | The Penelopiad        | Penelope. De mythe van de vrouw van Odysseus |                                | Longlist voor de IMPAC Award 2007 |
| 2009 | The Year of the Flood | Het jaar van de vloed                        | MaddAddam - deel 2             | |
| 2013 | MaddAddam             | MaddAddam                                    | MaddAddam - deel 3             | |
| 2015 | The Heart Goes Last   | Als laatste het hart                         |                                | |
| 2016 | Hag-Seed              |                                              |                                | |
| 2019 | The Testaments        | De testamenten                               | Vervolg op The Handmaid's Tale | Gedeelde winnaar van de Booker Prize 2019 |

### Dichtbundels
- Double Persephone (1961)
- The Circle Game (1964) - won de Governor General's Award in 1966
- Expeditions, by Margaret Atwood (1965)
- Speeches for Doctor Frankenstein (1966)
- The Animals in That Country (1968)
- The Journals of Susanna Moodie (1970)
- Procedures for Underground (1970)
- Power Politics (1971)
- You Are Happy (1974)
- Selected Poems (1976)
- Two-Headed Poems (1978)
- True Stories (1981)
- Interlunar (1984)
- Morning in the Burned House (1996)
- Eating Fire: Selected Poems, 1965-1995 (1998)

### Korteverhalenbundels
- Dancing Girls (Dansende meisjes) (1977) - won de St. Lawrence Award for Fiction en de prijs van The Periodical Distributors of Canada for Short Fiction
- Murder in the Dark (1983)
- Bluebeard's Egg (1983)
- Through the One-Way Mirror (1986)
- Wilderness Tips (Wenken voor de wildernis) (1991) - finalist voor de Governor General's Award in 1991
- Good Bones (1992)
- Good Bones and Simple Murders (1994)
- The Tent (De tent) (2006)
- Moral Disorder (Moreel verval) (2006)
- Stone mattress (Het stenen matras. Negen vertellingen) (2014)
- Old Babes in the Wood (Besjes in het bos) (2023)

### Samenstelling bloemlezingen
- The New Oxford Book of Canadian Verse (1982)
- The Canlit Foodbook: From Pen to palate - A Collection of Tasty Literary Fare (1987)
- The Oxford Book of Canadian Short Stories in English (1988)
- The Best American Short Stories 1989 (1989) (met Shannon Ravenel)
- The New Oxford Book of Canadian Short Stories in English (1995)

### Andere korte verhalen
- Death by Landscape
- Rape Fantasies (1977)
- Unearthing Suite (1983)
- When it Happens (1983)
- Freeforall (1986)
- Homelanding (1989)
- Daphne and Laura and So Forth (1995)
- Half-Hanged Mary (1995)
- The Labrador Fiasco (1996)
- Shopping (1998)

### Kinderboeken
- Up in the Tree (1978)
- Anna's Pet (1980)
- For the Birds (1990) (met Shelly Tanaka)
- Princess Prunella and the Purple Peanut (1995)

### Non-fictie
- Survival: A Thematic Guide to Canadian Literature (1972)
- Days of the Rebels 1815-1840 (1977)
- Negotiating with the Dead: A Writer on Writing (2002)
- Strange Things: The Malevolent North in Canadian Literature (1995)
- Payback: Debt and the Shadow Side of Wealth (2008)

### Literaire links
- Gedichten van Margaret Atwood op PoetryFoundation.org
- De Margaret Atwood Society's homepage
- Officiële website Unotchit Inc.
- 1986 Audio-interview met Margaret Atwood - RealAudio (30 min 14 s)
- Guardian Books "Author Page", met profiel en verdere links
- Order of Canada Citation
- Griffin Trust For Excellence In Poetry, ze is medeoprichter van deze stichting
- CBC Digital Archives - Margaret Atwood: Queen of CanLit

### LongPen-links
- Margaret Atwoods uitvinding van de LongPen
- Pagina over deze Pen

- Bibsys: 90071737
- Biblioteca Nacional de Chile: 000134838
- Biblioteca Nacional de España: XX999717
- Bibliothèque nationale de France: cb11889367m (data)
- Catàleg d'autoritats de noms i títols de Catalunya: 981058520135906706
- CiNii: DA01890173
- Digitale Bibliotheek voor de Nederlandse Letteren: atwo001
- Gemeinsame Normdatei: 118646168
- International Standard Name Identifier: 0000 0001 2321 5491
- Library of Congress Control Number: n79102766
- Nationale Bibliotheek van Letland: 000015042
- MusicBrainz: 54c82890-5779-4c98-9e59-eaed128685d6
- Bibliotheek van het Japanse parlement: 00462538
- Nationale Bibliotheek van Tsjechië: jn19990009771
- Nationale bibliotheek van Australië: 35010003
- Nationale Bibliotheek van Israël: 987007257904005171
- Nationale Bibliotheek van Polen: a0000001209156
- Nationale Bibliotheek van Roemenië: 000010809
- Nationale en Universitaire bibliotheek Zagreb: 000011696
- Nederlandse Thesaurus van Auteursnamen: 068438079
- Réseau des bibliothèques de Suisse occidentale: 02-A027201116
- Istituto Centrale per il Catalogo Unico: CFIV027990
- LIBRIS: 37290
- SNAC: w6524ndt
- Système universitaire de documentation: 026694247
- Museum of New Zealand Te Papa Tongarewa: 64842
- Trove: 140391
- Virtual International Authority File: 109322990
- WorldCat: E39PBJm9gjyKbQXbTxbKfVXTpP